# Šibenska nogometna liga 1970./71.
Šibenska nogometna liga (također i kao Prvenstvo NSO Šibenik) je bila liga četvrtog ranga natjecanja nogometnog prvenstva Jugoslavije u sezoni 1970./71. 
 
Sudjelovalo je 8 klubova, a prvak su bile "Vodice".

## Ljestvica
| mj. | klub                      | ut. | pob. | ner. | por. | gol+ | gol- | bod |
| --- | ------------------------- | --- | ---- | ---- | ---- | ---- | ---- | --- |
| 1.  | Vodice                    | 14  | 10   | 2    | 2    | 35   | 20   | 22  |
| 2.  | Biograd (Biograd na Moru) | 14  | 9    | 3    | 2    | 32   | 12   | 21  |
| 3.  | SOŠK Skradin              | 14  | 6    | 5    | 3    | 35   | 22   | 17  |
| 4.  | Bukovica Kistanje         | 14  | 5    | 3    | 6    | 35   | 29   | 13  |
| 5.  | Aluminij Lozovac          | 14  | 5    | 2    | 7    | 22   | 31   | 12  |
| 6.  | Promina Oklaj             | 14  | 5    | 1    | 8    | 25   | 43   | 11  |
| 7.  | Rudar Siverić             | 14  | 4    | 2    | 8    | 28   | 28   | 10  |
| 8.  | Razvitak Unešić           | 14  | 2    | 2    | 10   | 15   | 42   | 6   |

## Rezultatska križaljka
| kratica | klub                      | ALU | BIO | BUK | PRO | RAZ | RUD | SOŠK | VOD |
| --- | ------------------------- | --- | --- | --- | --- | --- | --- | ---- | --- |
| ALU | Aluminij Lozovac          |     |     |     |     |     |     |      |     |
| BIO | Biograd (Biograd na Moru) |     |     |     |     |     |     |      | 4:0 |
| BUK | Bukovica Kistanje         |     |     |     |     | 8:1 |     |      |     |
| PRO | Promina Oklaj             |     |     |     |     |     |     |      |     |
| RAZ | Razvitak Unešić           |     |     |     |     |     |     |      |     |
| RUD | Rudar Siverić             | 4:0 |     |     |     |     |     |      |     |
| SOŠK | SOŠK Skradin              |     |     |     | 4:2 |     |     |      |     |
| VOD | Vodice                    |     |     |     |     |     |     |      |     |
| |                           |     |     |     |     |     |     |      |     |
| podebljan rezultat - utakmice od 1. do 7. kola (1. utakmica između klubova) rezultat normalne debljine - utakmice od 8. do 14. kola (2. utakmica između klubova) rezultat nakošen - nije vidljiv redoslijed odigravanja međusobnih utakmica iz dostupnih izvora rezultat nakošen i smanjen * - iz dostupnih izvora nije uočljiv domaćin susreta prekrižen rezultat - poništena ili brisana utakmica p - utakmica prekinuta 3:0 p.f. / 0:3 p.f. - rezultat 3:0 bez borbe |                           |     |     |     |     |     |     |      |     |

 Izvori: 